# Resolutie 87 Veiligheidsraad Verenigde Naties
Resolutie 87 van de Veiligheidsraad van de Verenigde Naties werd op
29 september 1950 aangenomen. Zeven leden van de VN-Veiligheidsraad
stemden voor, drie (China,
Cuba en de Verenigde Staten) stemden tegen en één (Egypte)
onthield zich.

## Achtergrond
Na de Tweede Wereldoorlog kwam het eiland Taiwan onder het bestuur van
China. Daar waren de Taiwanezen al niet mee opgezet. Onder Japan had het
eiland een aparte status en een goede organisatie gekend. Dat werd nu verruild voor
de corruptie en wanorde van de Chinezen. Op het Chinese vasteland ontstond een
burgeroorlog tussen de regerende nationalisten en de
communisten. Toen die laatsten in 1949 de bovenhand haalden
dreven ze de ander van het Chinese vasteland naar het eiland Taiwan; in totaal zo'n
anderhalf miljoen man: de invasie.

## Inhoud
De Veiligheidsraad:
- Bedenkt dat hij elke situatie die internationale spanningen kan opwekken of die aanleiding kan geven tot een geschil moet onderzoeken, om te bepalen of die situatie de internationale vrede en veiligheid in gevaar brengt of dat de vrede anderszins wordt bedreigd.
- Bedenkt dat de Raad de klagers mag horen naar aanleiding van een situatie zoals hierboven beschreven.
- Bedenkt dat hij, gezien de onenigheid binnen de Raad over de vertegenwoordiging van China, in overeenstemming met regel °39 van de procedures vertegenwoordigers van de Centrale Volksregering van de Volksrepubliek China kan uitnodigen om informatie te verschaffen en te helpen bij het in beschouwing nemen van deze zaken.
- Heeft de verklaring van de Volksrepubliek China over de militaire invasie van Taiwan gezien.
- Beslist:

a. De overweging over deze vraag uit te stellen tot de volgende vergadering op 15 november.
b. Een vertegenwoordiger van de voornoemde overheid (Volksrepubliek China) uit te nodigen op de vergaderingen na 15 november, voor de discussies over de verklaring van die overheid over de invasie van het eiland Taiwan.

## Nasleep
De nationalisten, of Kwomintang, namen het bestuur van het eiland over terwijl
de communisten op het vasteland de Volksrepubliek China installeerden. Beide
regeringen claimen sindsdien zowel het vasteland als het eiland.
Lijst ·  79 ·  80 ·  81 ·  82 ·  83 ·  84 ·  85 ·  86 ·  87 ·  88 ·  89